# Jean Gougoltz

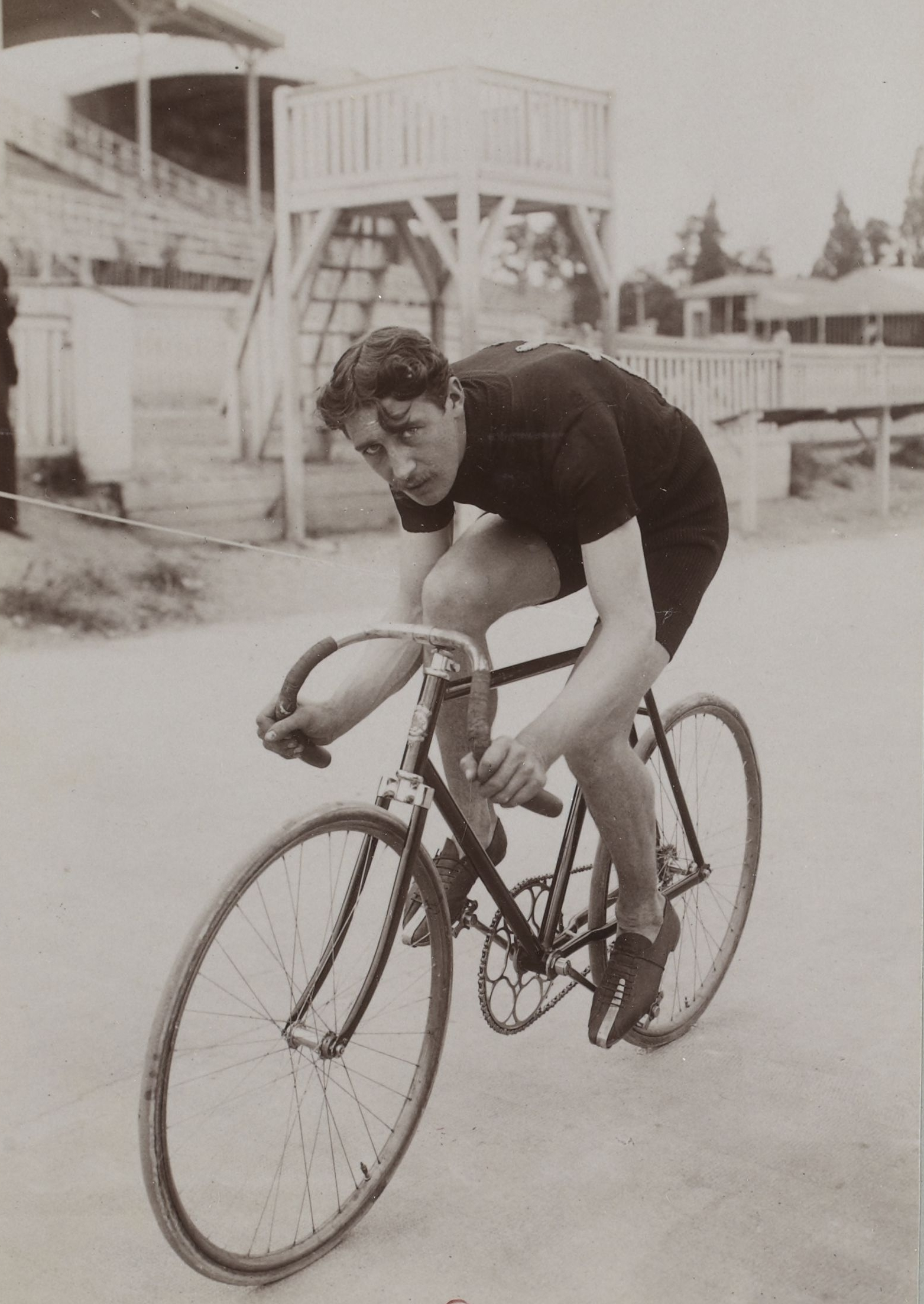
Jean Gougoltz (1901)

Jean Gougoltz (* 26. März 1875 in Cannes; † 10. Januar 1917 in Paris) war ein Schweizer Radrennfahrer.

## Radsportkarriere
Jean Gougoltz war einer der ersten Radsport-Stars der Schweiz. Er war ein Allrounder, der international zahlreiche Rennen auf der Strasse sowie auf der Bahn bestritt. Die deutsche Zeitschrift Sport-Album der Rad-Welt bezeichnete ihn als «Fahrer für Alles».
1895 wurde Gougoltz französischer Meister im Sprint auf der Bahn, vor Paul Bourillon und Ludovic Morin. Zweimal, 1896 und 1897, gewann er das Sprint-Rennen Grand Prix d’Angers. 1898 gewann er den Gran Premio della U.V.I. des italienischen Radsportverbandes. 1900 wurde er Schweizer Meister im Sprint, 1905 der Profi-Steher. 1903 gewann er zudem das Pariser Achttagerennen vor Lucien Petit-Breton, ein Rennen, bei dem acht Tage lang täglich acht Stunden gefahren wurde.
Jean Gougoltz fuhr acht Sechstagerennen, 1900 wurde er in New York gemeinsam mit dem Franzosen César Simar Dritter. Damit waren beide die ersten Europäer, die bei einem US-amerikanischen Sechstagerennen auf dem Podium standen. 1901 startete Jean Gougoltz bei Paris–Roubaix, wurde aber wegen eines Hungerastes nur 18. Im Jahr 1902 nahm er auch am Bol d’Or teil und belegte Platz sechs.
Das Sport-Album kritisierte den umtriebigen Gougoltz, der sich auch als Schrittmacher betätigte: «Leider war er mitunter so vergnügt, dass sich sein Körper nach derartigen Anstrengungen sträubte, auch noch auf der Rennbahn sein Bestes herzugeben, und diesem Umstande ist es wohl auch zuzuschreiben, dass seine allgemeine Form keine beständige war. Besonders nach größeren Erfolgen versagte er bisweilen, wenn auch seine Form als übermütiger Gesellschafter gerade dann eine glänzende genannt werden konnte.»

## Privates
Jean Gougoltz wurde als Sohn von Schweizer Eltern in Cannes geboren. Bevor er Radprofi wurde, arbeitete er dort im Hotel seines Onkels. Als Kind wurde er von einer englischen Nanny betreut, weshalb er fliessend Englisch sprach. Er galt als lustiger, aber unsteter Vogel, der das Geld nicht zusammenhalten konnte. Einer seiner «Kumpel» war der walisische Radrennfahrer Jimmy Michael. Als dieser nach einer Alkoholorgie auf einer Überfahrt mit der Saxonia in die USA starb, verhinderte Gougoltz, dass dessen Leichnam dem Meer übergeben wurde, und liess ihn auf seine Kosten überführen.